# 鼓浪屿公共租界

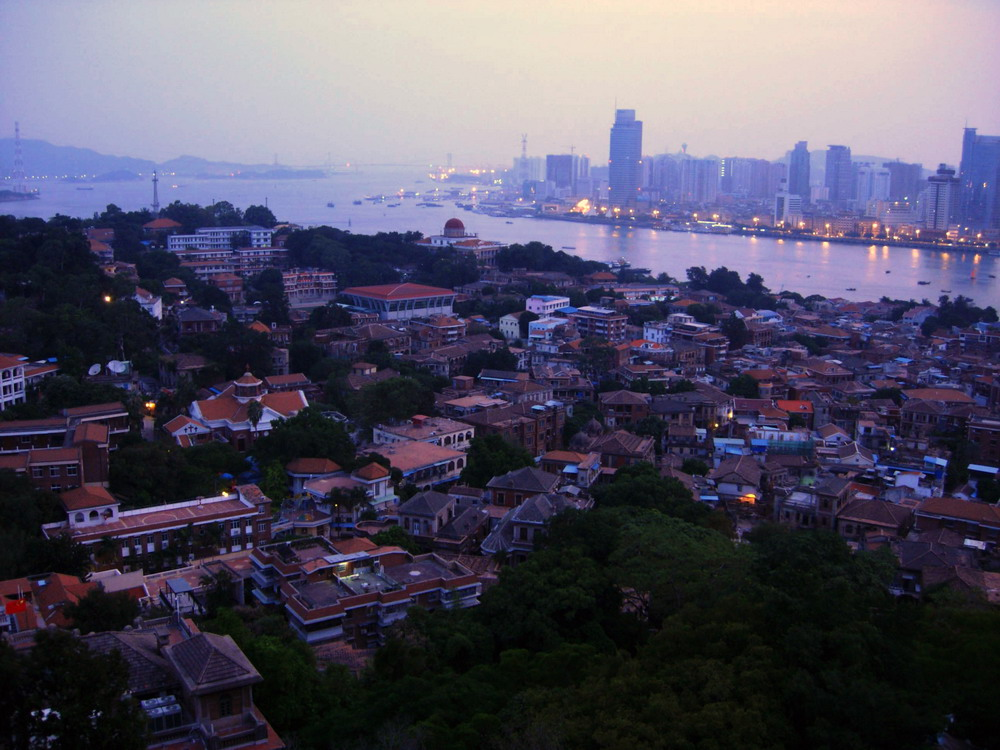
从日光岩顶上俯瞰鼓浪屿和对岸的厦门

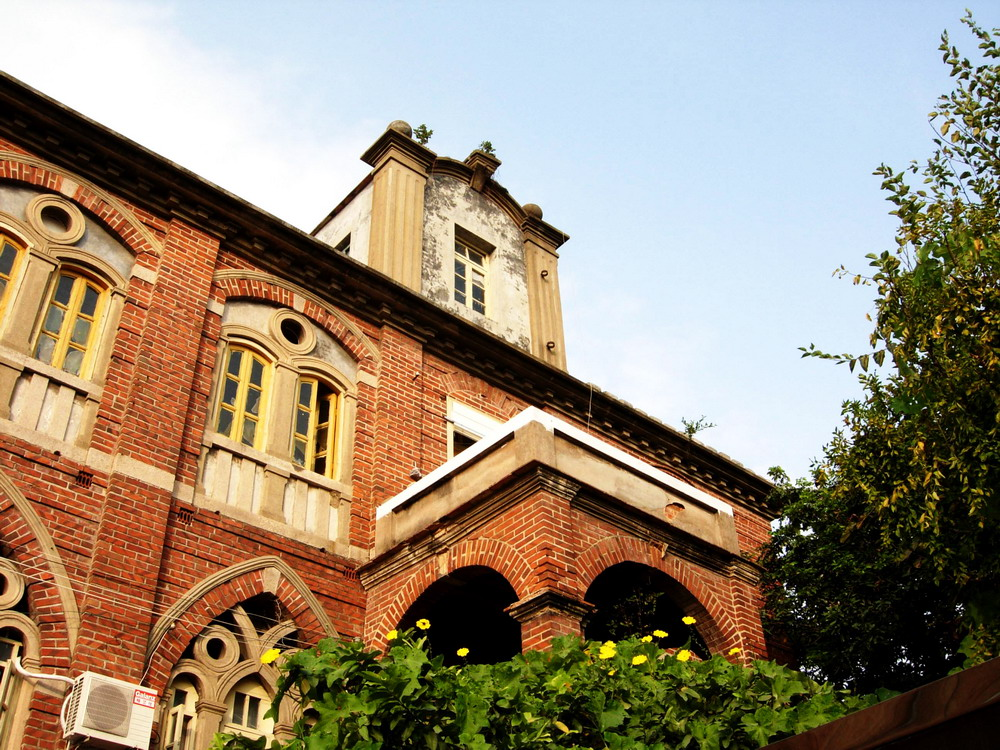
鼓浪屿遍布租界时代遗留的欧洲风格的老房子

鼓浪屿公共租界（英語：Kulangsu International Settlement）是中国在清末到民国时期的3个公共租界之一（另外两处公共租界是上海公共租界和芜湖公共租界）。
在鸦片战争期间，英军占领了鼓浪屿，直到1845年才撤军。1843年后，厦门根据《中英南京条约》开辟为通商口岸，英国另在厦门本岛内港海岸获得了一块滩地兴建英租界，鼓浪屿则保持原有风貌。

## 歷史
- 1895年中日甲午战争后，日本統治台湾，为避免日本进一步觊觎厦门，清朝政府决定寻求“国际保护”，请列强“兼护厦门”[1]。

- 1902年1月10日（光绪二十七年十二月初一），英国、美国、德国、法国、意大利、西班牙、丹麦、荷兰、瑞典-挪威、日本等10国驻厦门领事与清朝福建省兴泉永道道员延年在鼓浪屿日本领事馆签订《厦门鼓浪屿公共地界章程》[2]，鼓浪屿成为公共租界[3]，1903年1月，鼓浪屿公共租界工部局成立。在此前后，陆续有英、美、法、德、日等13个国家先后在岛上设立领事馆。

这样，厦门地区就形成2个租界隔海对峙的局面。厦门英租界面积狭小，完全是商贸区；而鼓浪屿面积较大，形成大规模的西式住宅区。
- 这段时期，有很多传教士来到鼓浪屿，他们建立的学校对中国现代教育有重大影响[4]，例如：1898年，英国牧师韦玉振与夫人韦爱莉到鼓浪屿传教时创办的“怀德幼稚园”是中国第一所幼儿园（现已更名为日光幼儿园）[5]。

- 1930年厦门英租界被国民政府收回后，鼓浪屿公共租界就成为厦门地区唯一的租界。
- 1938年日军进攻并占領厦门，鼓浪嶼成為一座“孤島”（廈門、金門皆為日軍控制），大批华人為避日禍移居鼓浪屿或中轉返回自由區。
- 1941年12月太平洋战争爆发后，日军进驻鼓浪屿公共租界。
- 1943年1月11日，美国和英国决定放弃在中国的特殊权利。
- 1943年5月28日，汪精卫政权收回鼓浪屿公共租界，设鼓浪屿行政公署。
- 1945年9月，鼓浪屿公共租界被中華民國国民政府正式收回，设鼓浪屿区。
- 中华人民共和国成立后，长期设置鼓浪屿区，2003年5月，降为鼓浪屿街道，划归思明区。目前下辖龙头、内厝2社区。